# 新鋪雙牌坊
新鋪雙牌坊位於四川省綿陽市涪城區，文物遺址年代判定為清。2012年7月16日公佈為第八批四川省文物保護單位。
新鋪雙牌坊位於四川省綿陽市涪城區新皂鎮邱家廟村與磨家鎮接龍寺村交接處，現存石牌坊2座，相距約500公尺。靠北邊的唐陳氏節孝坊稱“一道坊”，建於清道光二十六年（1846），為四柱三門三層牌樓式石建築，高10公尺，寬約5公尺。靠南邊的唐曾氏節孝坊稱“二道坊”，建於清同治七年（1868），其主人是北坊唐陳氏的孫媳，同為四柱三門三層牌樓式石建築，高10公尺，寬約5公尺。新鋪雙牌坊做工精美、細膩，裝飾集深淺浮雕、線刻、圓雕和鏤空等工藝於一體，是當時石質建築的精品。遍刻於坊體的裝飾圖案，特別是眾多戲劇圖案，為研究川西北清代中晚期的雕刻裝飾藝術和戲劇史提供了重要的實物資料。1985年，綿陽市人民政府公佈為市級文物保護單位。